# Field-Map

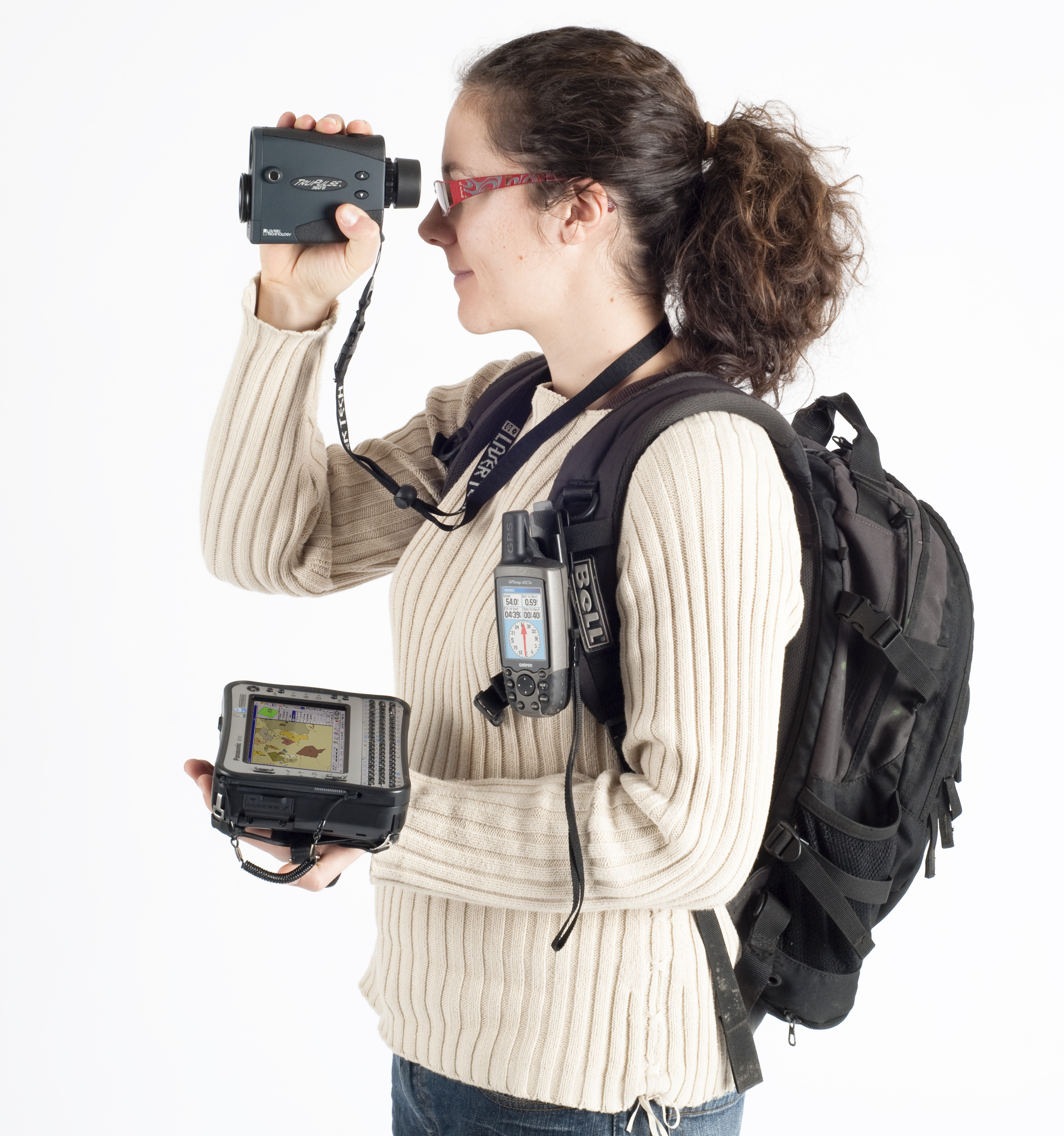
Esempio di set hardware: computer da campo, GPS e telemetro laser.

Field-Map è un Sistema informativo territoriale (GIS) mobile comprensivo di software ed hardware progettato per la raccolta e l'elaborazione dei dati di campo utilizzato principalmente nel settore forestale. Il software di Field-Map è in grado di creare e gestire complessi database relazionali e fornisce un'agevole comunicazione con moderni dispositivi di misurazione (GPS, telemetro laser, bussola digitale, ecc.) ma supporta anche dispositivi di misurazione tradizionali (ipsometri, bussola classica, relascopio, ecc.). La tecnologia Field-Map è attualmente utilizzata per gli inventari forestali nazionali di 8 nazioni tra cui Irlanda, Islanda, Capo Verde, Repubblica Ceca, Belgio, Slovacchia, Ungheria e Russia.

## Applicazioni
Field-Map viene utilizzato per gli inventariati forestali, la pianificazione e la gestione forestale (es. assestamento), gli inventari e il monitoraggio delle riserve di carbonio, il controllo della provenienza e la certificazione del legname, la mappatura dei soprassuoli forestali e del paesaggio, la cubatura del legname, la ricerca in aree di studio permanenti, il monitoraggio in aree protette, ecc.

### Inventari forestali
Field-Map è stato originariamente implementato per gli inventari forestali. L'obiettivo degli inventari forestali è quello di fornire informazioni complete sullo stato e lo sviluppo delle foreste per la loro pianificazione gestionale e strategica. Field-Map possiede tutte le funzionalità in grado di supportare gli inventari forestali. In particolare per quelli di tipo statistico permette la raccolta dati su aree di campionamento inventariali e la loro analisi ed estrapolazione sull'intera area in esame (es. territorio nazionale).

### Mappatura
Field-Map supporta diversi dispositivi di misurazione elettronici tra cui il telemetro laser (dotato di inclinometro) per la misurazione delle distanze, delle pendenze e quindi delle altezze. Il telemetro laser, abbinato ad una bussola digitale, permette la mappatura del territorio e degli elementi che lo caratterizzano (punti, linee e poligoni). In alternativa, o per la georeferenziazione, si può usare il GPS.

### Monitoraggio di aree protette
Il monitoraggio a lungo termine delle aree protette è fondamentale per la loro gestione. Field-Map permette misurazioni ripetute su aree permanenti (es. transetti) e l'elaborazione di visualizzazioni 2D/3D rappresentative dei dati raccolti.

### Misurazioni dendrometriche

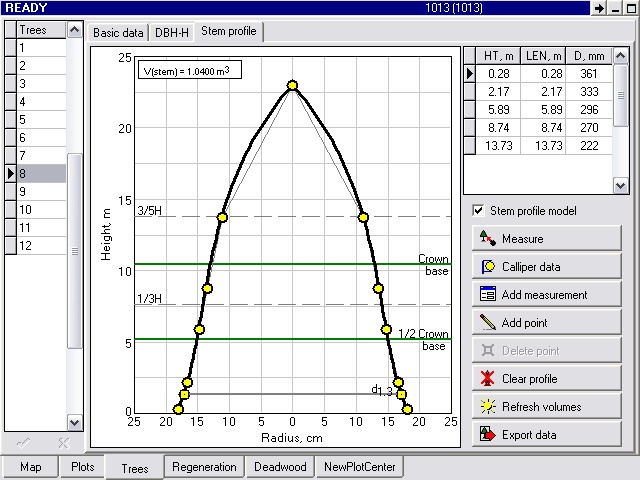
Profilo del tronco

Field-Map consente di misurare diametro, altezza, profilo e proiezione della chioma degli alberi creando direttamente in bosco la curva di distribuzione dei diametri, la curva ipsometrica e calcolando l'area basimetrica ed il numero di piante ad ettaro. Con un'ottica apposita montata sul telemetro laser si misurano i diametri a qualsiasi altezza del fusto. Il software crea il profilo del tronco e calcola il volume del tronco con la formula di cubatura preferita dall'utente.

### Monitoraggio delle riserve di carbonio
La tecnologia Field-Map è stata utilizzata per diversi progetti per la stima ed il monitoraggio delle riserve di carbonio in Ecuador, Uganda e Malesia (Borneo). Field-Map integra informazioni provenienti da diverse fonti di telerilevamento con misurazioni in situ garantendo la massima produttività. Il monitoraggio è normalmente eseguito su aree di saggio permanenti su cui le misurazioni vengono ripetute nel tempo per verificare l'evoluzione della biomassa e quindi del carbonio accumulato.

## Moduli speciali del software

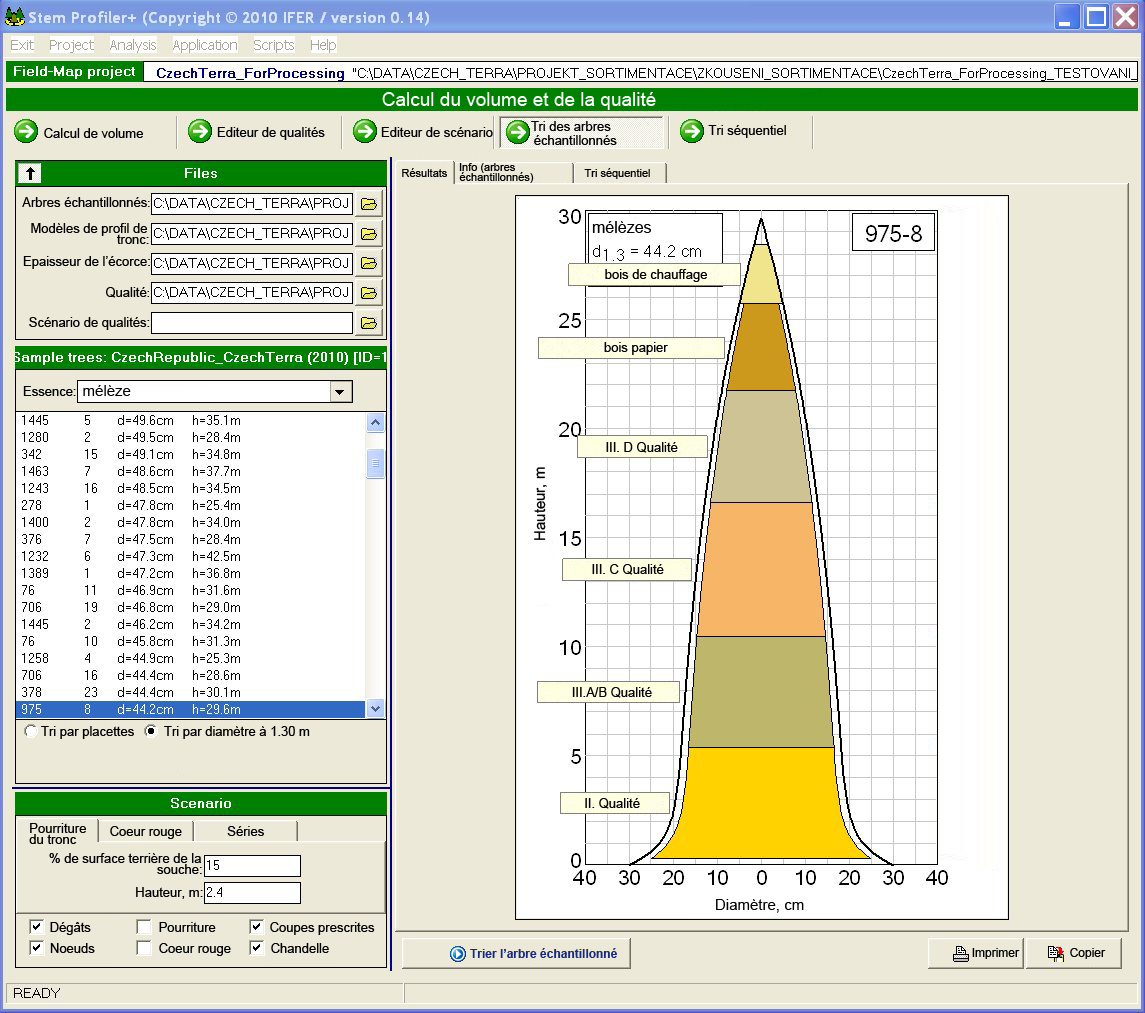
Field-Map Stem Analyst

- Field-Map Inventory Analyst è il modulo del software per l'analisi statistica dei dati raccolti in campo per gli inventari forestali. Tabelle e grafici dei risultati vengono generati automaticamente (aree, volumi, indici di biodiversità, carbonio, legno morto, rinnovazione, composizione del sottobosco, ecc.) estrapolandoli sull'intera area in esame. Grafici e tabelle vengono generati automaticamente dal software pronti per la pubblicazione dei risultati.
- Field-Map Stem Analyst è il modulo del software usato per costruire i modelli di accrescimento dei fusti per definirne il volume degli assortimenti ritraibili. I parametri per la costruzione dei modelli sono definiti dall'utente ed i calcoli si basano sulla misurazione del profilo dei tronchi. Il software genera uno scenario della vendita del legname tenendo conto del volume e della qualità degli assortimenti (eventuali danni) e del loro prezzo di mercato.

## Galleria d'immagini

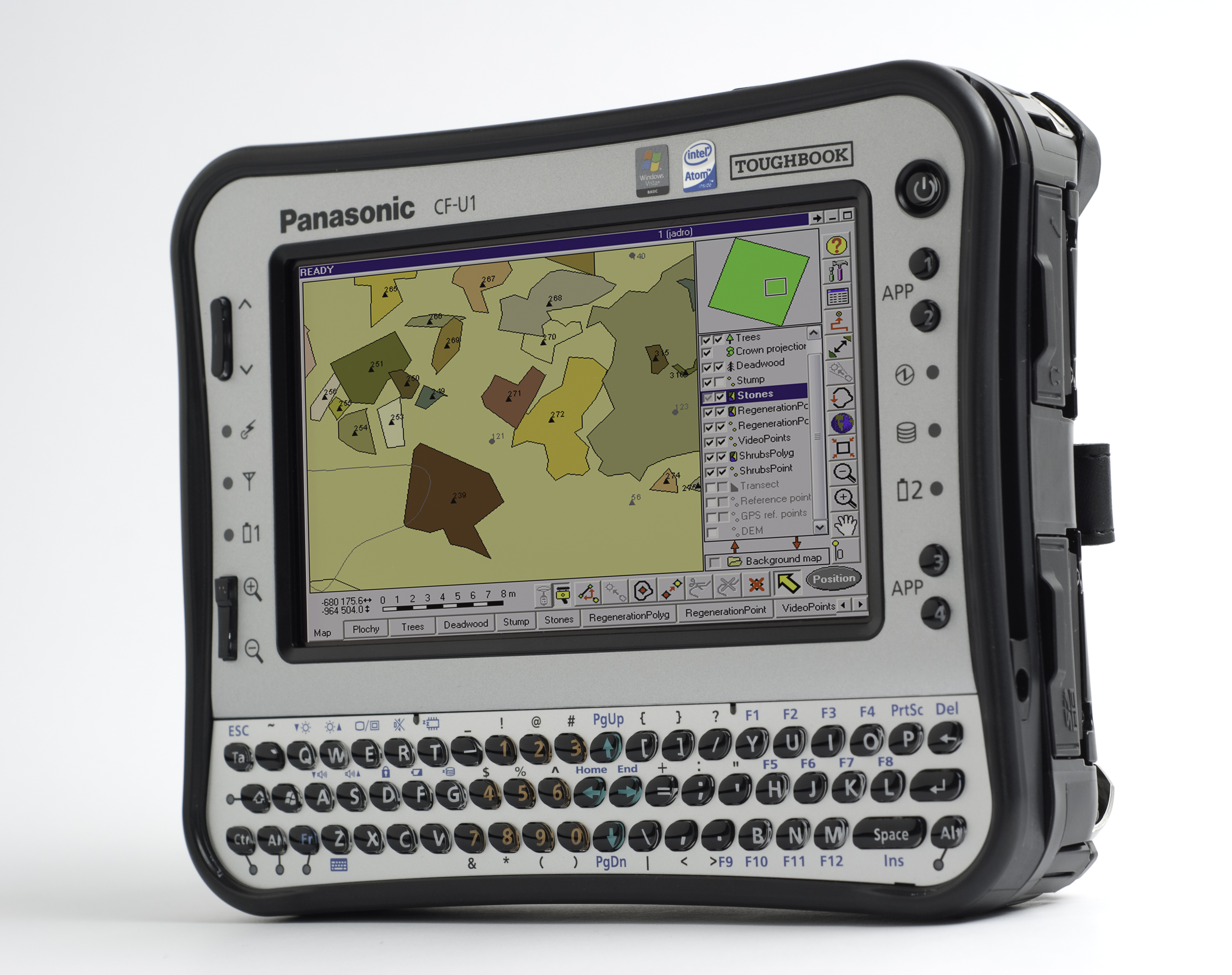
Computer da campo Panasonic CF-U1.
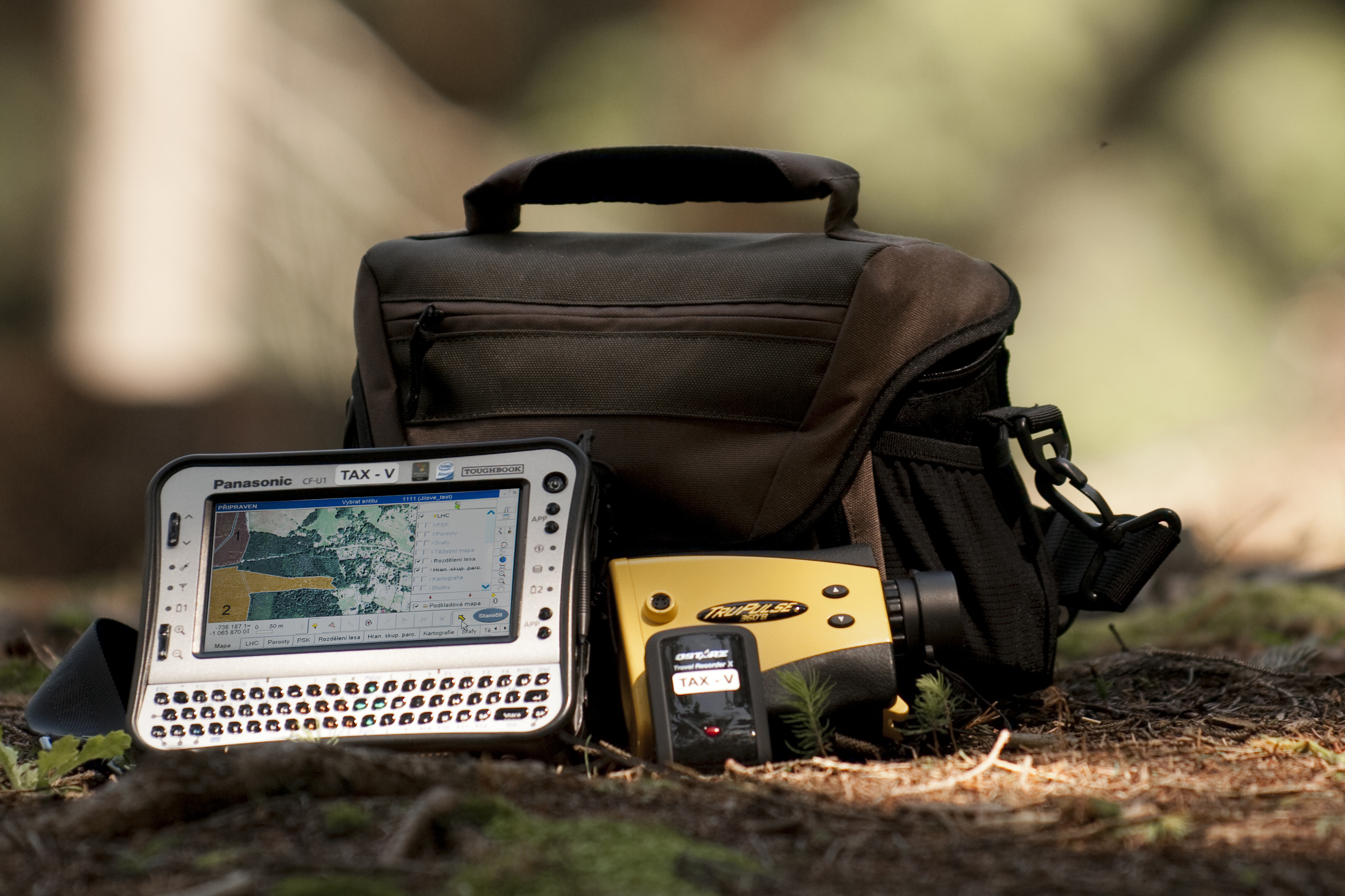
Set hardware utilizzato per l’assestamento.